# Simon Emil Ammitzbøll-Bille
Simon Emil Ammitzbøll-Bille z domu Ammitzbøll (ur. 20 października 1977 w Hillerød) – duński polityk, parlamentarzysta, od 2016 do 2019 minister gospodarki i spraw wewnętrznych.

## Życiorys
Absolwent nauk społecznych na Uniwersytecie w Roskilde (2003). Był działaczem socjalliberalnej partii Det Radikale Venstre, od 2000 do 2003 przewodniczył jej organizacji młodzieżowej Radikal Ungdom. W latach 2004–2005 pełnił funkcję redaktora gazety „Radikal Politik”. W styczniu 2009 założył własne ugrupowanie pod nazwą Borgerligt Centrum. W czerwcu tego samego roku dołączył do Sojuszu Liberalnego. W 2005 po raz pierwszy uzyskał mandat posła do Folketingetu. Z powodzeniem ubiegał się o reelekcję w wyborach w 2007, 2009, 2011, 2015 i 2019. Od 2010 kierował frakcją parlamentarną Sojuszu Liberalnego.
28 listopada 2016 wszedł w skład trzeciego rządu Larsa Løkke Rasmussena jako minister gospodarki i spraw wewnętrznych. Urząd ten sprawował do 27 czerwca 2019. W tym samym roku opuścił Sojusz Liberalny, był następnie liderem partii Fremad, która rozwiązała się w 2020.
Simon Emil Ammitzbøll-Bille jest biseksualny. Jego mąż Henning Olsen zmarł w 2016 w wyniku choroby nowotworowej. W 2017 zawarł związek małżeński z Kristine Bille (przyjmując również jej nazwisko), z którą ma dwoje dzieci.
W 2015 został odznaczony krzyżem kawalerskim Orderu Danebroga.